# Wyspa Księcia Edwarda
Wyspa Księcia Edwarda (ang. Prince Edward Island) – prowincja we wschodniej Kanadzie obejmująca wyspę o tej samej nazwie, leżącą w Zatoce Świętego Wawrzyńca. Najmniejsza prowincja kraju zarówno pod względem powierzchni, jak i liczby ludności, lecz jednocześnie najgęściej zaludniona (25,3 os./1 km²). Największym miastem prowincji jest jej stolica Charlottetown. Prowincja połączona jest ze stałym lądem (Nowym Brunszwikiem) mostem Konfederacji oraz połączeniem promowym łączącym Charlottetown z Nową Szkocją.

## Geografia

### Ukształtowanie powierzchni

Niewielka wyspa, o kształcie zbliżonym do podłużnego prostokąta, ma średnio rozwiniętą linię brzegową. Tworzy ją kilka wcinających się głęboko w ląd zatok: Hillsborough, Malpeque i Cascumpec oraz wiele fiordowatych zatoczek. Południowe wybrzeża tworzą niewysokie klify. Północne posiadają bardziej płaskie i wydmowe plaże. Powierzchnia wyspy niemal idealnie płaska wznosi się średnio 25 m n.p.m. Jedynymi wzniesieniami są 2 wzgórza Glen Valley o wysokości 142 m oraz drugie 125 m n.p.m.

### Wody śródlądowe
Wyspa nie posiada większych naturalnych zbiorników wodnych. Przecina ją za to wiele strumieni i niewielkich rzek. Dzięki obfitym opadom i racjonalnej gospodarce wodnej wyspa nie cierpi na brak słodkiej wody.

### Klimat
Na wyspie panuje klimat atlantycki powodujący ekstremalne zmiany temperatur, dużą wilgotność, częste burze i huragany. Nasłonecznienie jest przeciętne i wynosi średnio 1925 godzin pełnego słońca w roku. Lato na wyspie jest względnie łagodne i ciepłe, lecz niewiele jest dni upalnych. Zima natomiast jest długa i zwykle mroźna, choć wpływ oceanu, działającego jako „pompa cieplna”, potrafi zmienić drastycznie temperaturę w ciągu krótkiego czasu. Generalnie jednak okres mrozów i przymrozków rozciąga się od października do maja.
Opady deszczu sięgają od 1000 do 1100 mm na większości terenów wyspy. W ciągu roku zdarza się przeciętnie 9-12 burz deszczowych z bardzo intensywnymi opadami. Rekordowy opad odnotowano w 1942 - 164 mm wody spadło w ciągu jednej burzy. Zdarzają się także intensywne opady śniegu dochodzące do 330 cm, brak jednak akumulacji śniegu. Wyspa jest także miejscem bardzo wietrznym. Wiatry często przekraczają prędkość 100 km/h.

### Zasoby naturalne
Na wyspie występują złoża węgla kamiennego, gazu ziemnego oraz rud uranu i wanadu.

### Miejscowości
Kanadyjski urząd statystyczny (Statistics Canada) wyszczególnia cztery skupiska ludności (ang. population centres, fr. centres de population) na terenie prowincji (w nawiasach liczba ludności w 2021 roku):
- Charlottetown (52 390)
- Summerside (14 952)
- Montague (1896)
- Kensington (1743)

## Historia
Wyspa została odkryta przez Jasquesa Cartiera w 1534. Przez następne 200 lat formalnie należała do Francji pod nazwą Îsle St-Jean. Była często odwiedzana przez rybaków francuskich i baskijskich. Pierwsze stałe osady francuskie powstały na wyspie między 1720 i 1730. Kolonia rosła raczej powoli i w 1748 liczyła 700 osób. Następnie na wyspę zaczęli napływać uchodzący pod naporem brytyjskim mieszkańcy Nowej Szkocji. W 1758 liczba francuskich osadników urosła do ok. 4,5 tys. Po opanowaniu pobliskiego Louisburga w 1758, Brytyjczycy zdobyli panowanie nad wyspą i zmusili większość osadników francuskich do jej opuszczenia. Wyspa formalnie przeszła pod władze brytyjską według postanowień pokoju paryskiego w 1763.
Wyspa Księcia Edwarda została wydzielona z Nowej Szkocji, jako oddzielna kolonia w 1764. W 1851 kolonia otrzymała status dominium. Większość ludności kolonii była emigrantami z Anglii, Szkocji i Irlandii. Istniały tam także nieliczne gminy ludności akadyjskiej i Indian z plemienia Mikmaków (Mi'kmaq, Micmac). W momencie powołania kolonii, wyspa została podzielona na 67 działek ziemskich, a one same rozlosowane pośród osób bliskich królewskiego dworu. Rozpoczęło to długotrwały kryzys społeczny, który trawił wyspę przez ponad 100 lat i zakończył się do dopiero przystąpieniu dominium do Konfederacji Kanady w 1873.

## Podział administracyjny
Wyspa Księcia Edwarda podzielona jest na trzy hrabstwa: Kings, Prince oraz Queens.

## Struktura polityczna

### Gubernator porucznik
Gubernator porucznik jest przedstawicielem głowy państwa w prowincji. Mianuje go Gubernator Generalny na wniosek premiera Kanady złożony zwyczajowo w uzgodnieniu z premierem prowincji. Gubernator posiada szerokie uprawnienia, z których korzysta co do zasady za radą premiera prowincji. W sytuacji kryzysu konstytucyjnego Gubernator ma prawo samodzielnie podjąć wszelkie decyzje niezbędne dla przywrócenia stabilności rządu.

### Parlament
Parlament Wyspy Księcia Edwarda składa się z Gubernatora porucznika oraz Zgromadzenia Legislacyjnego (Legislative Assembly of Prince Edward Island ) liczącego współcześnie 27 deputowanych (Members of Legislative Assembly, w skrócie MLA). Wybierani są oni w 27 jednomandatowych okręgach wyborczych. Partia zdobywająca większość mandatów tworzy rząd prowincji, a jej przewodniczący zostaje Premierem prowincji. Druga co do liczebności partia w parlamencie otrzymuje status oficjalnej opozycji.
W 40. kadencji parlamentu podział miejsc jest następujący:
- Konserwatywna Partia Wyspy Księcia Edwarda – 13
- Zieloni – 8
- Liberalna Partia Wyspy Księcia Edwarda – 6

Dane historyczne na temat składu parlamentów – zobacz: Zgromadzenie Legislacyjne Wyspy Księcia Edwarda.

### Rząd
- Department of Agriculture, Fisheries, Aquaculture and Forestry – Ministerstwo Rolnictwa, Rybołówstwa, Gospodarki Wodnej i Leśnej
- Department of Office of the Attorney General – Urząd Prokuratora Generalnego
- Department of Community and Cultural Affairs – Ministerstwo Samorządów i Kultury
- Department of Development and Technology – Ministerstwo Rozwoju i Techniki
- Department of Education – Ministerstwo Edukacji
- Department of Environment & Energy – Ministerstwo Ochrony Środowiska i Energetyki
- Department of Health and Social Services – Ministerstwo Zdrowia i Spraw Społecznych
- Department of Provincial Treasury – Ministerstwo Skarbu Prowincji
- Department of Tourism – Ministerstwo Turystyki
- Department of Transportation and Public Works – Ministerstwo Transportu i Robót Publicznych

### Premier
Premier Wyspy Księcia Edwarda jest szefem rządu prowincji. Posiada on bardzo szerokie uprawnienia, pozwalające prowadzić skuteczne rządy, jeśli tylko ma zapewnione poparcie w parlamencie. Premierem zostaje lider partii zdobywającej większość w parlamencie. Jeśli z jakichś powodów, w czasie trwania sesji parlamentu przewodniczący rządzącej partii zostaje zmieniony, następuje automatyczna zmiana na stanowisku premiera prowincji.

## Gospodarka
Gospodarka wyspy opiera się na 3 podstawowych dziedzinach:
Rolnictwo i przemysł wytwórczybardzo urodzajne, żelaziste gleby, typowe dla wyspy, znakomicie nadają się pod uprawę ziemniaków. Ziemniaki uprawiane na wyspie cieszą się wielkim uznaniem w całej Kanadzie. Na wyspie zlokalizowanych jest także wiele zakładów przetwórstwa spożywczego, głównie wytwórnie frytek. Łączna wartość produkcji przemysłu wytwórczego wynosi około 950 milionów dolarów rocznie, z czego ponad 700 przypada na przetwórstwo rolne. Produkcja ziemniaków wynosi blisko 3 miliony ton. Dochód rolnictwa ze sprzedaży ziemniaków wynosi około 150 milionów dolarów. Drugą ważną dziedziną produkcji rolniczej jest hodowla, głównie krów mlecznych.
Rybołówstwoprzybrzeżne i pełnomorskie zorientowane na ryby, małże i raki przynosi rocznie ok. 160 mln dolarów.
Turystykagłównie krajoznawcza i wypoczynkowa jest istotnym źródłem dochodu narodowego prowincji.